# ルイブールの戦い (1758年)
1758年のルイブールの戦い（英: Battle of Louisbourg、仏: Siége de Louisbourg）は、フレンチ・インディアン戦争中に、フランス王国支配下にあったルイブール要塞を、グレートブリテン王国（イギリス）が攻略した戦いである。これにより、イギリスはセントローレンス川への航路を確保し、翌1759年のケベックへの侵攻を可能にした。

## イギリス軍の遠征と上陸

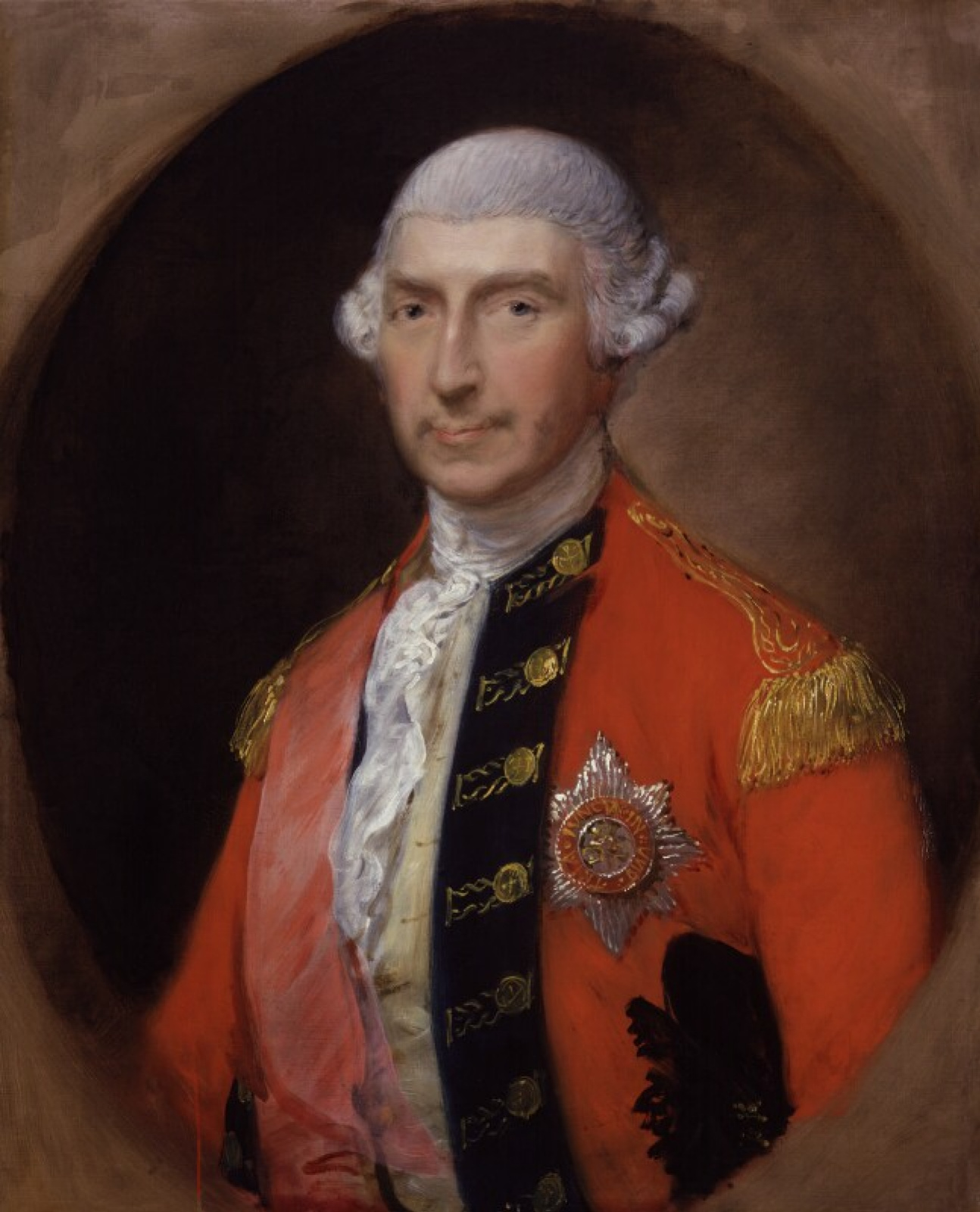
ジェフリー･アマースト

ケープ・ブレトン島の要塞の町、ルイブールは、オーストリア継承戦争期間中の1745年に、イギリスの後押しを受けたニューイングランド植民地の兵に侵攻されたが、アーヘンの和約でフランスに返還された。これにより、イギリスの、カナダ征服の野望が後退した。1758年、ルイブールのフランスの駐屯部隊はわずか3,000人だったが、この年の早春に、やがて起こるであろうイギリスの奇襲に備えて、港を守るために、5隻の軍艦が来た。同じ1758年の5月下旬、エドワード・ボスコーエン提督率いるイギリス艦隊が、ノバスコシアのハリファクスから、ルイブールに到着した。ボスコーエンと、陸軍の指揮官ジェフリー・アマーストは、上陸の計画を練った。一方、ルイブールの総司令官であるオーギュスタン・ド・ボシェンリ・ド・ドリュクールは、イギリス側の企みに気づいており、上陸阻止と、包囲への抗戦の準備を進めた。

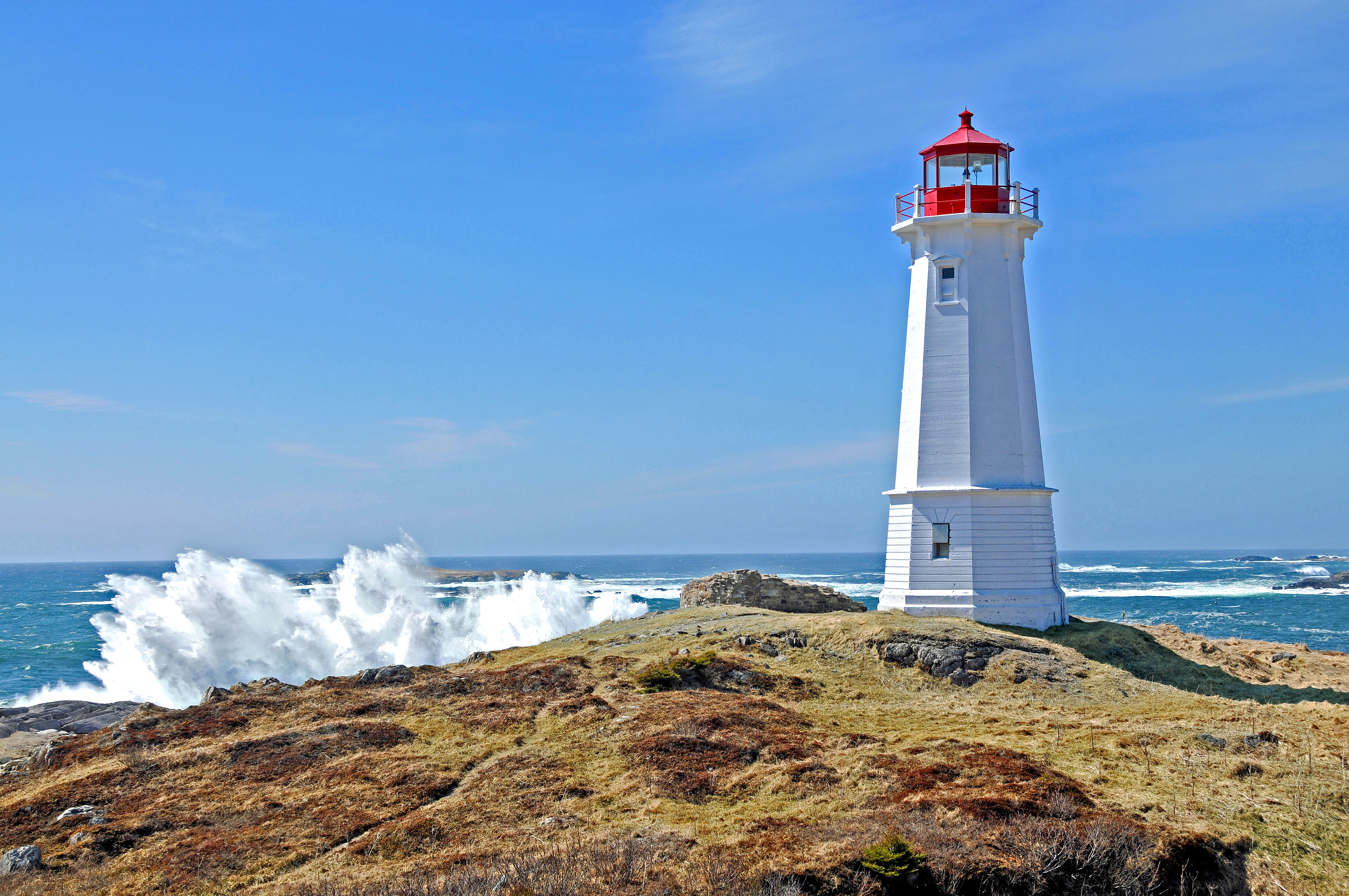
ルイブールの灯台

ルイブールのガバルス湾岸には、塹壕が掘られ、砲床が据え付けられていて、港には、5隻の、戦闘準備を整えた艦隊が、イギリス軍の接近から港を守るように配備されていた。湾の沖合に停泊したイギリス軍は、悪天候のため上陸を見合わせていたが、6月8日、准将のジェームズ・ウルフ指揮下の軍が上陸に踏み切った。ボスコーエンの艦の大砲が、この上陸の援護射撃を行った。
フランス軍の防御はすさまじく、ウルフ軍の船は退却せざるを得なかった。しかし退却の際、大きな岩の陰に、上陸するのに手ごろな場所を見つけた。この場所は、ガバルス湾の淡水の入江の近くで、ケニントン・コーブと呼ばれ、ルイブール国定史跡の一部となっている。上陸したイギリス軍は、側面と背後からフランス軍を攻撃して、ルイブールの要塞へと退却させた。フランスがかなり目を光らせていたが、イギリス軍も、物資や大砲を陸揚げして、町の方へと進軍して行った。ウルフは、港を包囲し、灯台のある、ライトハウス・ポイントを奪うよう命じられ、1,220人の兵とともに、6月12日にライトハウス･ポイントを占領した、この場所に砲台を築いて、港を射程内に納めることができたのである。

## 戦闘

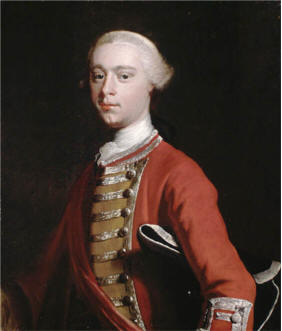
ジェームズ･ウルフ

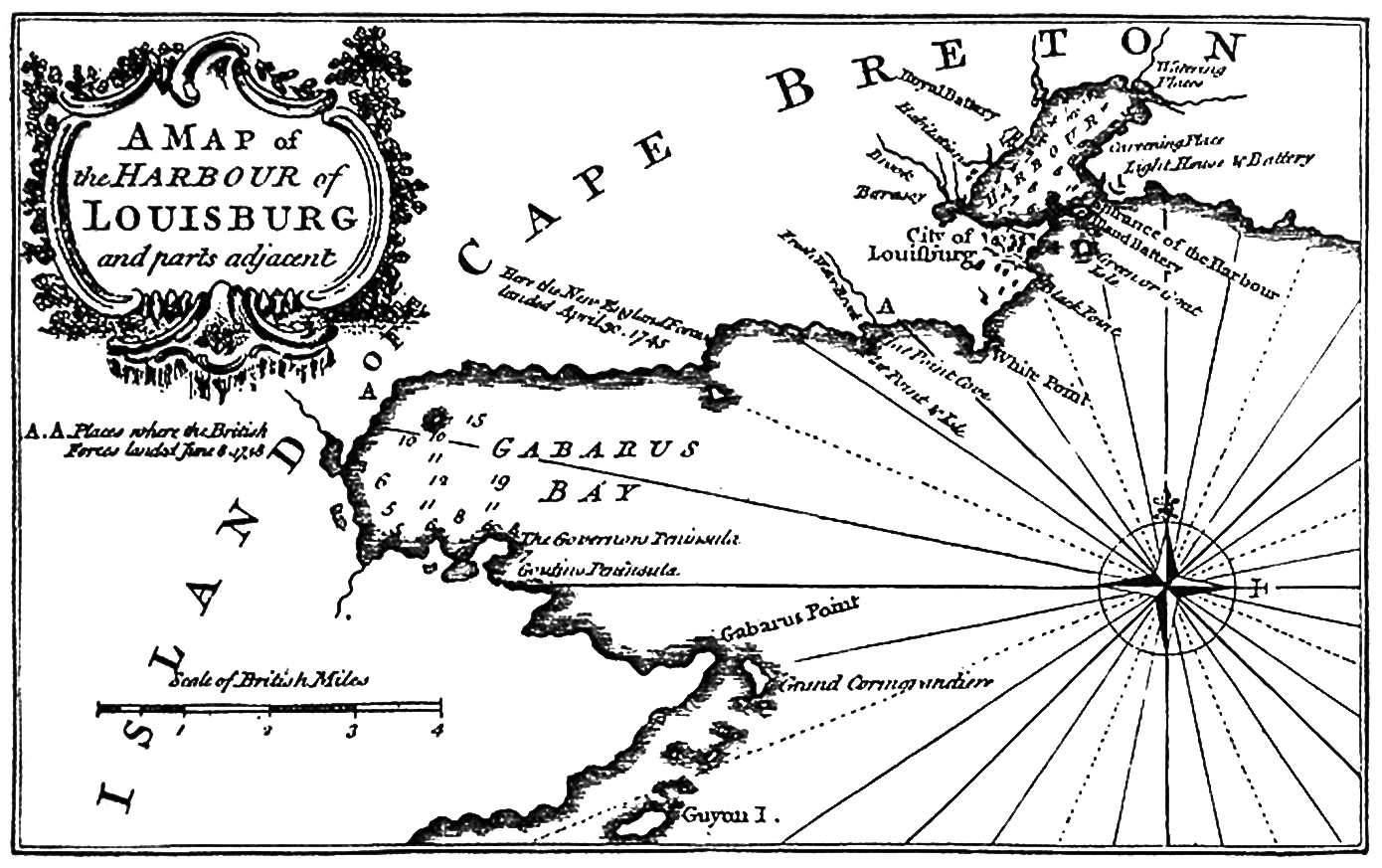
1758年当時のルイブールの地図

6月19日、ルイブールへのイギリス軍の砲撃が始り、フランス軍との砲撃のやり取りが続いた。
7月1日、町からのフランス軍の出撃を撃退し、ウルフ隊はドーファン門を見上げる、小高い土地を占領したここからは、町や要塞への砲撃は容易であった。フランス軍は日が経つに連れ、大砲が使い物にならなくなり、要塞が攻め込まれて行った。
ドリュクールは、最後まで粘るしかないと考えていたが、7月19日、フランスがイギリスの防御を破って、包囲戦の一部を破壊した。そして兵のうち28人を捕虜として連行した。この損失も、イギリスの砲撃の前には微々たるものだった。7月21日、イギリスの砲台の臼砲の砲弾が、港にいた軍艦ラントルプレナンを直撃し、艦が爆発した。強風のせいで火が回り、そばにいたカプリシエンスとスペルブも炎に包まれた。フランス軍の状況は、その後2日で更に悪化した。7月22日、イギリスの48門の大砲からの砲撃が行われた。うち33門は24ポンド砲、または32ポンド砲だった。

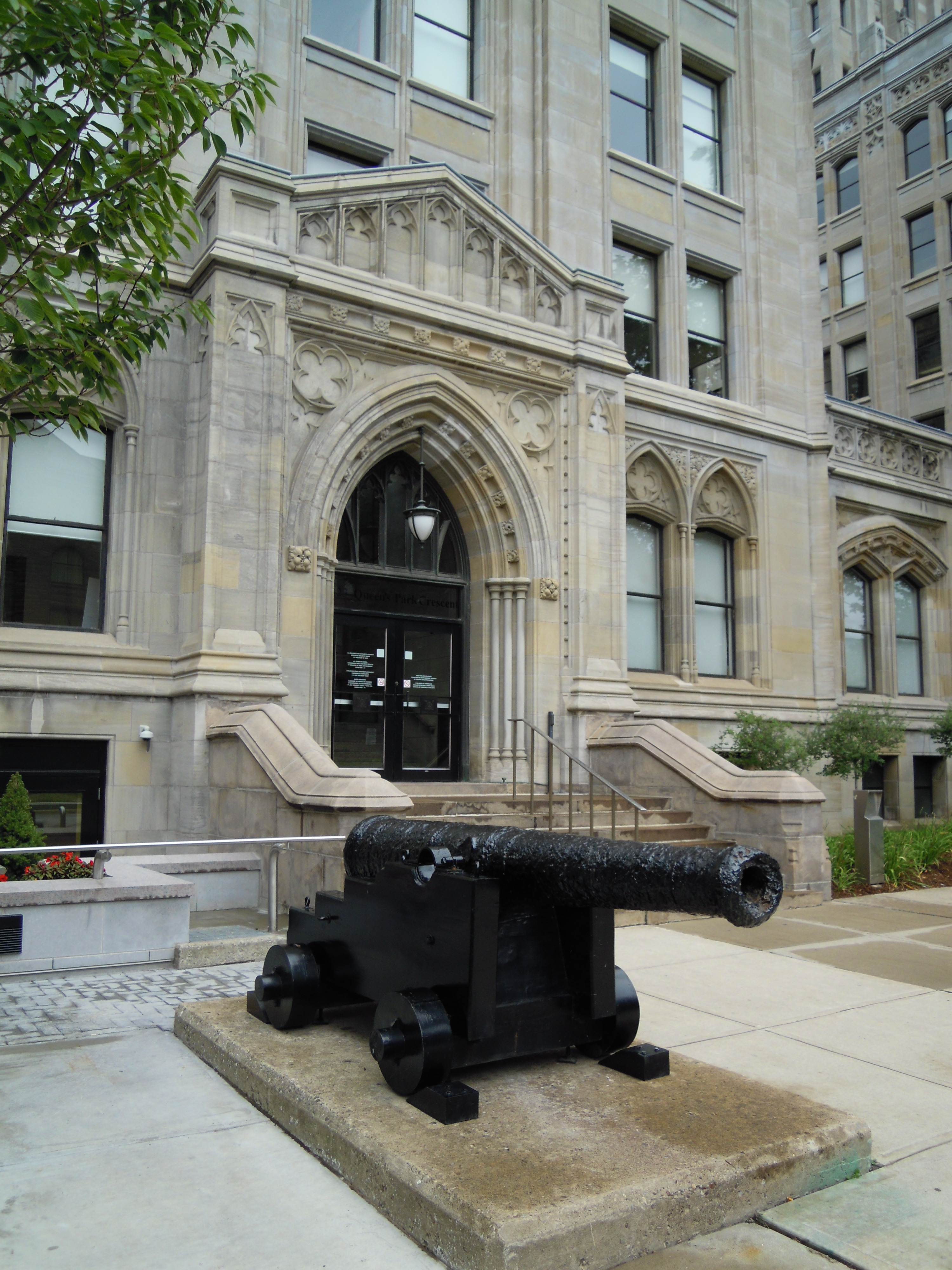
プリュダンから引き揚げられた大砲（トロント）

イギリスの激しい砲撃で、ルイブール要塞の中にある砦のキングス堡塁とクイーンズ堡塁も破壊された。7月25日、ボスコーエンは部隊を派遣して、2隻残ったフランスの軍艦を拿捕もしくは破壊するように指示を出した。港に滑り込んだイギリス部隊はビヤンフェザンを拿捕し、プリュダンを燃やした。ビヤンフェザンは港の外に曳航され、イギリス艦隊のものとなった。すべてを失ったドリュクールは、翌日降伏した。

## フランスの降伏
7月26日、フランスは降伏した。激しい戦いの後で、フランスは、ミノルカ島の海戦のように名誉降伏が与えられるのを期待していたが、アマーストはそれを拒否した。恐らく、オスウィーゴの戦いや、フォート・ウィリアム・ヘンリーの戦いの降伏の際の、フランスの同盟者である先住民の残虐な仕打ちが、彼の脳裏に生々しく刻まれているせいではないかと思われた。フランス軍は、武器と、備品と、そして旗を引き渡すよう命じられた。このことはドリュクールを憤慨させたが、ルイブールの住民が、戦闘が終わることで安全に生活できるのであればと、不承不承降伏を受け入れた。カンビスの連隊は降伏を受け入れるのを拒み、銃剣を壊して、連隊旗を燃やした。それらがイギリス軍の手に渡るよりは、こうした方がましだと考えたからだ。
ルイブールの陥落は、フレンチ・インディアン戦争の中でも大きな意味を持つものだった。イギリスは、翌1759年に、カナダの運命を決するケベック侵攻に向け、セントローレンス川を制したのである。ルイブールでのイギリス勝利の知らせは、デュケーヌ砦とフロンテナックの陥落のすぐ後にもたらされ、この勝利が、その後のイギリス軍の戦闘に急激な変化を与えることになった。
ルイブール陥落と時を同じくして、セント・ジョン島も降伏した。また、デュケーヌは、この年の11月にニューイングランド植民地軍に占領され、ピットにちなんでピッツバーグと改称されることになる。

## イギリス海軍の遠征艦一覧
| 艦                                                          | 砲門数 | 提督                        | 艦長                     |
| ----------------------------------------------------------- | ------ | --------------------------- | ------------------------ |
| ナミュール （en:HMS Namur (1756)）                          | 90     | エドワード・ボスコーエン    | バックル                 |
| ロイヤル・ウィリアム （en:HMS Prince (1670)）               | 84     | サー・ チャールズ・ハーディ | エバンズ                 |
| プリンセス・アメリア （en:HMS Princess Amelia (1757)）      | 80     | フィリップ・デュレル        | ブレイ                   |
| インビンシブル （en:HMS Invincible (1747)）                 | 74     |                             | ベントリー               |
| ダブリン（en:HMS Dublin (1757)）                            | 74     |                             | ジョージ・ロドニー       |
| テリブル（en:HMS Terrible (1747)）                          | 74     |                             | コリンズ                 |
| ノーサンバーランド （en:HMS Northumberland (1750)）         | 70     |                             | アレキサンダー・コルビル |
| バンガード（en:HMS Vanguard (1748)）                        | 70     |                             | スウォントン             |
| オーフォード（en:HMS Orford (1749)）                        | 70     |                             | スプリー                 |
| バーフォード（en:HMS Burford (1757)）                       | 70     |                             | ガンビエ                 |
| サマセット （en:HMS Somerset (1748)）                       | 70     |                             | ヒューズ                 |
| ランカスター （en:HMS Lancaster (1694)）                    | 70     |                             | ジョージ・エッジカンプ   |
| デボンシャー （en:HMS Devonshire (1745)）                   | 66     |                             | ゴードン                 |
| ベドフォード （en:HMS Bedford (1698)）                      | 64     |                             | フォーク                 |
| キャプテン （en:HMS Captain (1743)）                        | 64     |                             | アマースト               |
| プリンス・フレデリック （en:HMS Expedition (1679)）         | 64     |                             | マン                     |
| ペンブローク （en:HMS Pembroke (1757)）                     | 60     |                             | ジョン・シムコー         |
| キングストン （ en:HMS Kingston (1697)）                    | 60     |                             | パリー                   |
| ヨーク（en:HMS York (1753)）                                | 60     |                             | ヒュー・ピゴット         |
| プリンス・オブ・オレンジ （en:HMS Prince of Orange (1734)） | 60     |                             | ファーガソン             |
| デフィアンス（en:HMS Defiance (1744)）                      | 60     |                             | ベアード                 |
| ノッティンガム （en:HMS Nottingham (1703)）                 | 60     |                             | マーシャル               |
| センチュリオン                                              | 54     |                             | ウィリアム・マンテル     |
| サザーランド （en:HMS Sutherland (1741)）                   | 50     |                             | ルース                   |